# بليس بوتسفورد
بليس بوتسفورد هو محامي وقاضي وسياسي كندي، ولد في 26 نوفمبر 1813، وتوفي في 5 أبريل 1890. انتخب Speaker of the Legislative Assembly of New Brunswick ‏ (1867 – 1870).